# Марі-Маргеріт Д'ювіль
Маргеріт д'Ювіль (фр. вимова: [maʁɡʁit djuvil]; (15 жовтня 1701 , Varennes, Канада, Нова Франція  — 23 грудня 1771 , Монреаль, Провінція Квебек, Британська імперія ) — франко-канадська вдова, яка заснувала Орден сестер милосердя Монреаля, широко відомий як Сірі монахині Монреаля. Була канонізована Папою римо-католицькою церквою Іоанном Павлом II у 1990 році. Перша представниця корінного населення (канадка), яка була оголошена святою.

## Рання життя і шлюб
Народилася Марі-Маргеріт Дюфрост де Лажемере в 1701 році у Варенні Квебек у родині Крістофа дю Фроста, сьора де ла Жемере (1661—1708) і Марі-Рене Готьє де Варенн. (Згідно з умовами про іменування в Квебеку, вона завжди була б відома як Маргарита, а не Марі.) Її батько помер, коли ще була маленькою дівчиною. Незважаючи на бідність своєї сім'ї, у 11-річному віці змогла відвідувати монастир урсулинок у Квебек-Сіті протягом двох років, а потім повернулася додому, щоб навчати своїх молодших братів і сестер. Шлюб Маргаріт із нащадком варенського суспільства був зірваний через шлюб її матері з Тімоті Салліваном, ірландським лікарем, який вважався міщанами нечесним іноземцем. 12 серпня 1722 року в базиліці Паризької Богоматері в Монреалі вийшла заміж за Франсуа д'Ювіля, бутлегера, який нелегально продавав алкогольні напої корінним народам в обмін на хутра і який часто залишав домівку на довгі періоди в невідомих частинах. Незважаючи на це, у пари зрештою народилося шестеро дітей до того, як Франсуа помер у 1730 році. До 30 років вона втратила батька, чоловіка та чотирьох із шести дітей, які померли в дитинстві. Під час шлюбу Маргарита пережила релігійне оновлення. «У всіх цих стражданнях Маргарита зростала у своїй вірі в Божу присутність у її житті та Його ніжну любов до кожної людини. Вона, у свою чергу, хотіла показати всім Його милосердну любов. Вона робила багато благодійних справ з повною довірою до Бога, якого любила як Отця» .

## Сірі черниці Монреаля

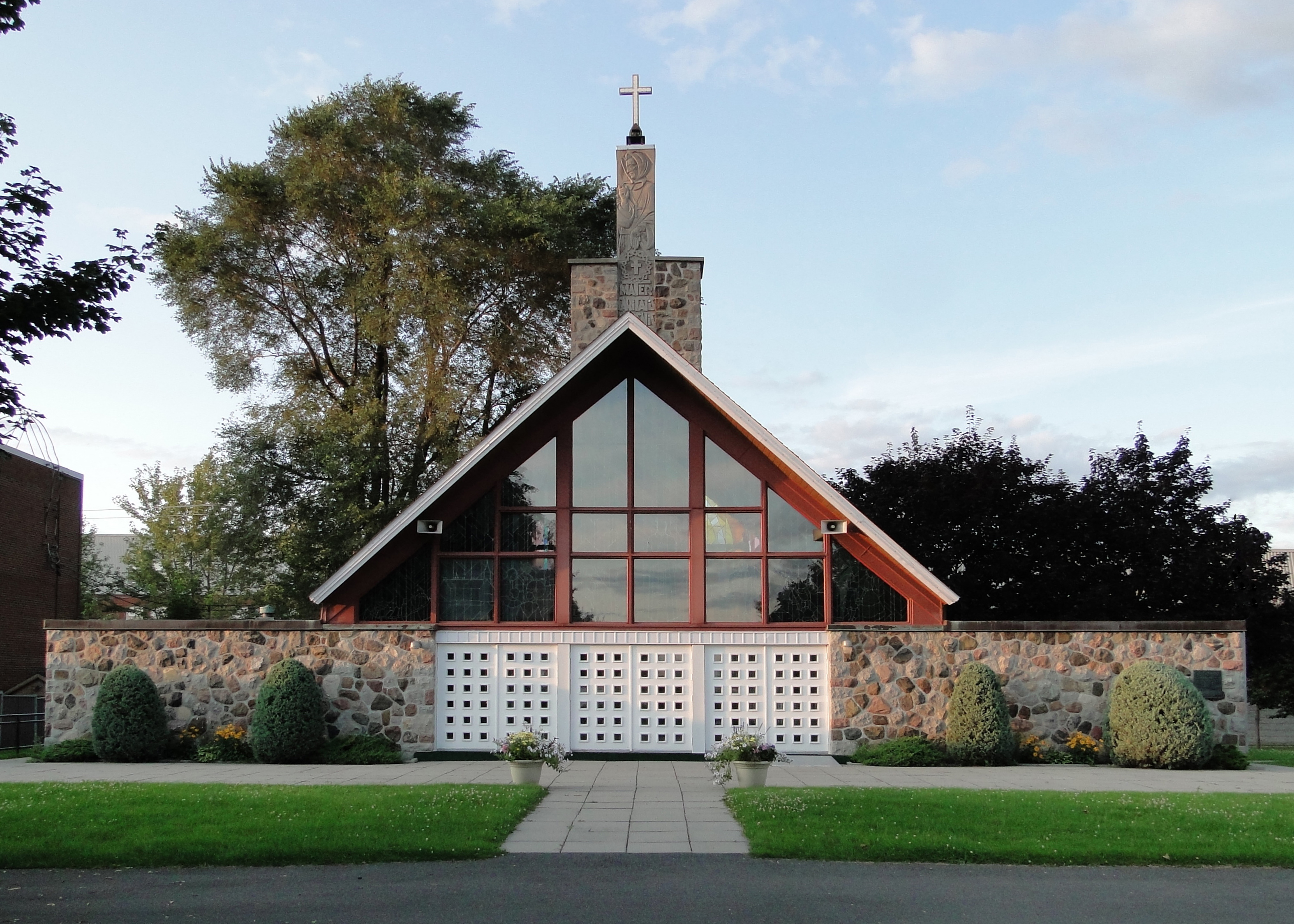
Каплиця Маргарити д'Ювіль у Варенні

Маргаріт і ще три жінки заснували в 1737 році релігійну асоціацію, щоб забезпечити кров для бідних у Монреалі. Спочатку в будинку проживало лише чотири або п'ять членів, але їх кількість зростала, коли жінки збирали кошти. Оскільки їхні дії суперечили суспільним умовам того часу, з діяльності д'Ювіль та її колег глузували друзі та родичів і навіть бідні, яким вони допомагали. Деякі називали їх «les grises», що може означати «сірі жінки», але також означає «п'яні жінки», маючи на увазі кар'єру покійного чоловіка д'Ювілля як бутлегера. До 1744 року асоціація стала католицьким релігійним орденом з правилом і формальною громадою. У 1747 році їм було надано статут на управління загальною лікарнею Монреаля, яка на той час була в руїнах і в значних боргах. д'Ювілль та її колеги підтримали її фінансово, але в 1765 році лікарня була знищена пожежею . Невдовзі її відбудували. До цього часу орден був широко відомий як «Сірі черниці Монреаля» за прізвиськом, наданим монахиням раніше. Через роки, коли орден поширився на інші міста, він став відомий просто як «Сірі Черниці».

## Рабовласниця
Марі-Маргеріт Д'ювіль описували як «одного з найвидатніших рабовласників Монреаля». Д'ювілль і Сірі Черниці використовували поневолених робітників у своїй лікарні та купували та продавали як індійських рабів, так і британських ув'язнених, у тому числі англійського раба, якого вона придбала в індіанців. Переважна більшість «рабів» у госпіталі були англійськими солдатами, і їх краще було б описати як військовополонених. Як описано в «Нарративі викрадачів: католицькі жінки та їхні пуритани на ранньому американському кордоні»: «Ці чоловіки не були полоненими, але й не мали волі. Вони обурювалися релігією своїх викрадачів і прагнули повернутися додому. Здебільшого це були молоді солдати, багато з яких були військовозобов'язаними, які просто хотіли пережити свій полон. Яким би дивним вони не вважали громаду, яка їх утримувала, і жінку, яка їх контролювала, вони, мабуть, відчували полегшення, коли опинилися в ситуації, яка давала можливість вижити. Вони знали, що їхні однополчани вмирають у сусідніх в'язницях — місцях, відомих своєю спекою, холодом і неконтрольованою чумою. Як би важко вони не працювали в Пуант-Сен-Шарль, ці чоловіки могли легко сприймати свій полон принаймні як часткове благословення».

## Спадщина
Маргарита д'ювіль померла в 1771 році в загальній лікарні. У 1959 році вона була беатифікована Папою Іваном XXIII, який назвав її «Матір'ю всесвітнього милосердя», а в 1990 році була канонізована Папою Іваном Павлом II. Вона перша уродженка Канади, яку Римо-католицька церква присвоїла до лику святих. Її свято — 16 жовтня. У 1961 році на місці народження у Варенні була побудована святиня. Сьогодні це місце постійної експозиції про життя та творчість Маргарити. Процес огляду включав незрозуміле з медичної точки зору лікування гострого мієлобластного лейкозу після рецидиву. Жінка є єдиною відомою довгостроковою вижилою в світі, яка прожила більше 40 років від стану, який зазвичай вбиває людей через 18 місяців.
Велика кількість римо-католицьких церков, шкіл, жіночих притулків, благодійних магазинів та інших установ у Канаді та в усьому світі названо на честь святої Маргарити д'ювіль. Зокрема, відомий академічний заклад вищої освіти, коледж Д'Ювіль у Буффало (штат Нью-Йорк) названий на її честь. Академія Д'ювіль в Платтсбурзі в штаті Нью-Йорк, була заснована в 1860 році.
Дружина сера Луї-Амбле Жетте, леді Жетте, написала біографію Марі-Маргеріт д'Ювіль.

## Місце останнього спочинку
У 2010 році останки матері Марі-Маргеріт д'ювіль були вивезені з Материнського дому сірих монахинь і перенесені до місця її народження у Варенні.

## Визнання
21 вересня 1978 року пошта Канади випустила марку «Маргариту д'ювіль» за дизайном Антуана Дюма. Марки номіналом 14 центів мають перфорацію 13,5 і були надруковані Canadian Bank Note Company, Limited.